# 日本接着歯学会
一般社団法人日本接着歯学会（にほんせっちゃくしがっかい、Japan Society for Adhesive Dentistry）とは、接着歯学を取り扱う専門学術団体の一つである。日本歯科医学会の専門分科会。

## 概要
1983年に設立された日本接着歯学研究会が1986年に日本接着歯学会と改組した。2012年9月30日現在で会員数917名。2022年現在、理事長は 坪田有史。

## 総会
- 年1回

## 本部事務局
- 〒170-0003 豊島区駒込1-43-9　駒込TSビル4Ｆ　財団法人口腔保健協会内

## 学会誌
- 『接着歯学』年4回発刊 ISSN 0913-1655 全国書誌番号:00052607

## 専門認定
- 歯科医師
  - 日本接着歯学会認定医

## 大会等
| 年     | 月日              | 名称                                                                  | 会長       | 会場                                    | テーマ                                                                                      | 参加者数 | 備考                                     |
| ------ | ----------------- | --------------------------------------------------------------------- | ---------- | --------------------------------------- | ------------------------------------------------------------------------------------------- | -------- | ---------------------------------------- |
| 2002年 | 4月19日～21日     | 第1回国際接着歯学会 ・ 第20回日本接着歯学会学術大会                   | 田上順次   | 都市センターホテル                      | 審美とＭＩの調和                                                                            | 約700名  | [ 3 ]                                    |
| 2003年 | 1月25日～26日     | 第21回日本接着歯学会学術大会                                          | 畑好昭     | 日本歯科大学新潟歯学部                  | Biological ＆ Esthetic Magic in Adhesive Dentistry                                          |          | [ 4 ]                                    |
| 2003年 | 7月6日            | 2003年度接着歯学会臨床セミナー （ベーシックコース・関越、東関東地区） | 佐藤亨     | 東京歯科大学水道橋病院                  | 補綴領域における接着技法と接着材料の現状                                                    |          | [ 5 ]                                    |
| 2004年 | 1月24日～25日     | 第22回日本接着歯学会学術大会                                          | 田中卓男   | 鹿児島市民文化ホール                    | 人にも歯にも優しい接着歯科治療/桜島を眺めて熱く語る                                         |          | [ 6 ]                                    |
| 2005年 | 4月22日～24日     | 第2回国際接着歯学会 ・ 第23回日本接着歯学会学術大会                   | 千田彰     | 東京ファッションタウンビル              | 接着の新たな挑戦と展開                                                                      | 約750名  | [ 7 ]                                    |
| 2006年 | 1月28日～29日     | 第24回日本接着歯学会学術大会                                          | 福島俊士   | 鶴見大学                                | 金属アレルギーと審美修復について                                                            |          | [ 8 ] [ 9 ]                              |
| 2007年 | 5月12日～13日     | 第25回日本接着歯学会学術大会                                          | 大野弘機   | 札幌コンベンションセンター              |                                                                                             |          | 第49回日本歯科理工学会学術講演会同時開催 |
| 2007年 | 11月17日～18日    | 第18回日本歯科審美学会 第26回日本接着歯学会合同学術大会               | 寺田善博   | 九州大学                                | 接着と審美                                                                                  | 約700名  | [ 12 ] [ 13 ] [ 14 ]                     |
| 2009年 | 2月21日～22日     | 第27回日本接着歯学会学術大会                                          | 小松正志   | 仙台市福祉プラザ                        | 接着に影響を及ぼす因子と臨床成績                                                            | 約250名  | [ 15 ] [ 16 ]                            |
| 2010年 | 1月23日～24日     | 第28回日本接着歯学会学術大会                                          | 矢谷博文   | 島根県立産業交流会館                    | 歯科接着技術の日常臨床への定着をめざして                                                    |          | [ 17 ]                                   |
| 2010年 | 9月23日           | 日本接着歯学会2010年度シンポジウム                                    | 千田彰     | 愛知学院大学                            | レジン・ファイバーポストによるコアを考える -MI審美修復を支える根管接着システムの基礎と臨床- |          | [ 18 ]                                   |
| 2011年 | 2月5日～6日       | 第29回日本接着歯学会学術大会                                          | 松村英雄   | 岡山大学創立五十周年記念館              | 接着歯学と審美・再生歯学の融合                                                              |          | [ 19 ]                                   |
| 2012年 | 1月21日～22日     | 第30回日本接着歯学会学術大会                                          | 佐藤亨     | 函館市民会館                            | 接着歯学・技と匠の世界へ                                                                    |          | [ 20 ]                                   |
| 2012年 | 12月8日～9日      | 第31回日本接着歯学会学術大会                                          | 奈良陽一郎 | 日本歯科大学                            | 接着歯学 臨床と学術のハーモニー                                                             |          | [ 21 ]                                   |
| 2013年 | 11月30日～12月1日 | 第32回日本接着歯学会学術大会                                          | 高橋祐     | 福岡県歯科医師会館                      | 臨床に活かす接着歯学                                                                        | 約300名  | [ 22 ] [ 23 ]                            |
| 2014年 | 12月13日～14日    | 第33回日本接着歯学会学術大会                                          | 今里聡     | ニチイ学館 神戸ポートアイランドセンター | 今一度，接着を科学しよう！                                                                  |          | [ 24 ]                                   |
| 2015年 | 12月19日～20日    | 第34回日本接着歯学会学術大会                                          | 松村英雄   | タワーホール船堀                        | あれから60年！ 接着なくしてMIなし！                                                         |          | [ 25 ]                                   |

## 加盟団体
- 日本歯科医学会
- 日本歯学系学会協議会

## 関連事項
- 歯学／歯科
- 歯科保存学／歯科補綴学／歯科理工学
- 学会の一覧／研究会／口腔保健協会